# El golpe de menhir (película)
El golpe de menhir (título original en francés Astérix et le Coup du menhir) es una película francesa de animación estrenada en 1989. Está inspirada en dos álbumes de la serie de cómics ( historietas)  Astérix el Galo, creados por René Goscinny y  Albert Uderzo:El adivino (Le Devin) y El combate de los jefes (le Combat des chefs)
A diferencia de otras adaptaciones cinematográficas, parte de su argumento no se basa en una historieta previa, sino que fue desarrollada para la película y más tarde dio origen al álbum homónimo El golpe de menhir, publicado con posterioridad. Es la sexta película animada protagnizada por el personaje Astérix.

## Argumento
Los romanos han vuelto a sufrir un encontronazo con los galos en el bosque, lo cual provoca que el centurión del campamento tome medidas: decide secuestrar al druida, para que no haga más poción mágica, y así poder conquistar la aldea.
Manda a unos legionarios a por él, pero cuando consiguen atraparlo, Obélix les lanza un menhir, con lo que consigue ahuyentarlos. Sin embargo, la gran piedra cae sobre Panorámix, dejándolo inconsciente. Al levantar, para desgracia del pueblo, ha enloquecido, y no recuerda a nadie de la aldea, ni la receta para preparar la poción mágica. Además, ve demasiadas visiones raras.
Esa misma noche durante una tormenta, todos están refugiados en la casa del jefe. (Hay que decir que los supersticiosos galos temen las tormentas, por si acaso "el cielo cae sobre sus cabezas"). En ese momento, un adivino llamado Prólix llega a la aldea, y pide cobijo durante la lluvia. Cuando les dice cuál es su profesión, los aldeanos le piden que les diga qué va a ocurrir con la tormenta, y él les dice que dejará de llover y que saldrá el sol. (Esto, que parece algo tan obvio, a los galos les llena de tranquilidad, y como se cumple, llegan a la conclusión de que el adivino no es un farsante, pero en realidad lo es).
El sensato Astérix, en ausencia de Panorámix, les advierte de que es un charlatán, pero no lo creen. Él de todas formas expulsa al adivino de la aldea. Prólix sin embargo se acaba estableciendo en el bosque, donde los aldeanos, sin que Astérix y Obélix se enteren, van a pedirle predicciones, a cambio de comida.
Mientras tanto, el jefe recomienda que Panorámix intente preparar la poción mágica, a pesar de que él no recuerda ni su propio nombre. El druida empieza a mezclar ingredientes sin ton ni son, creando pociones absurdas, que dan a probar a un romano que el centurión había mandado de espía. El pobre romano se ve convertido en un montón de cosas, y acaba siendo tan ligero como un globo de helio, por lo que se marcha flotando. Y la fórmula de la poción sigue sin aparecer.
Los romanos capturan al adivino, y el centurión decide aprovecharse del poder del adivino para engañar a los crédulos galos. De esta forma, el charlatán va a la aldea, y les vaticina desgracias para todos si se quedan en la aldea, con lo que consigue que todos menos Astérix, Obélix y el enloquecido Panorámix abandonen la aldea, y se refugien en una isla cercana a la costa. El druida sigue mientras tanto preparando pociones, mientras los dos protagonistas miran, con la esperanza de que consiga reencontrar la fórmula deseada.
Los legionarios invaden la desierta aldea, y el centurión toma posesión del sillón del jefe. Sin embargo, una de las pociones del druida llena la aldea de un humo verde y tóxico, lo cual obliga a los romanos a huir. Finalmente, una de las pociones hace que el druida recobre la memoria, justo en el momento en que Obélix llega a la conclusión de que con otro golpe de menhir quizá lo cure. Aunque llega a tirarle otro pedrusco, esta vez no lo lesiona, y el druida continúa curado.
Con Panorámix cuerdo de nuevo, los aldeanos marchan al campamento romano, donde las mujeres, las principales engañadas por el adivino, dan a éste su merecido. Y no son las únicas que persiguen al adivino. Idéfix también persigue al adivino.  De paso, las mujeres destrozan la fortificación romana, y el susodicho adivino impostor acaba bajo un menhir, volviéndose él ahora chalado del todo. Además, Caius Botus es enviado especial de Julio César, para comprobar si el centurión ha vencido realmente a los galos. Tan enfadado está que degrada al centurión a legionario raso. Cuando ordena a Opcione arrestarlo, no lo acepta. Después, lo manda a reordenar todo el campamento él solo y echa al adivino enloquecido. El adivino se marcha del campamento. Luego, cuando el romano ligero ya ha visto que se ha acabado la intriga, se quita de la cuerda y su casco y se va volando por el cielo, yendo hacia el horizonte.
Una vez más, la aldea vuelve a la normalidad, y la película acaba con el tradicional banquete, con el bardo Asurancetúrix atado y amordazado, colgado de un árbol, para evitar que siga cantando y el romano sigue volando.

## Recepción y Legado
El golpe de menhir fue bien recibida por el público infantil, aunque su fidelidad a los cómics originales fue considerada menor en comparación con otras adaptaciones de la saga. El diario El País señaló que "el paso del cómic a las pantallas siempre se ha dejado notar: pierde sabor local" (el País, 1994). A pesar de ello, otra crítica del mismo medio la describió como "un divertimento apto para todos los públicos. Aconsejable" (El País, 1998).
Con el paso del tiempo, la película ha sido distribuida en diversas ediciones domésticas en España, incluyendo lanzamientos en DVD y Blu-ray por parte de la distribuidora A Contracorriente Films. Además, parte del argumento original desarrollado para el filme fue posteriormente adaptado en formato de historieta, consolidando su papel dentro del universo narrativo de Astérix.

## Doblaje en España
- Juan Carlos Gustems - Astérix
- Miguel Ángel Jenner - Abraracúrcix
- Pepe Mediavilla - Obélix
- Fernando Ulloa - Panorámix
- José María Alarcón - Prólix el adivino
- Alberto Trifol - Centurión Caius Noterajus
- José María Angelat - Edadepiédrix
- María Luisa Solá - Mujer de Edadepiédrix
- Antonio Crespo - Avestrus